# 盤龍城遺跡
盤龍城遺跡（ばんりゅうじょういせき、盘龙城、拼音: Pánlóngchéng、Panlongcheng）は、中国湖北省の長江北岸の武漢市黄陂区にある都市遺跡。武漢市中心部から東北にある盤龍湖付近の丘の上から発見された。
長江流域で発見されている唯一の殷代の都市遺跡であり、河南省鄭州市付近で栄えた二里岡文化（殷の初期の中心地だったとも考えられる）との結びつきが強く、黄河流域の二里岡文化がその絶頂期に遠く離れた長江沿岸にまで達していたことを示している。二里岡文化の遺跡でも最大の発掘地（最盛期で1平方km）。
盤龍城付近は二里岡文化に先行する二里頭文化の時期からまばらに人が住んでおり、20万平方mの範囲にいくつかの集落が点在していた。二里岡文化初期に入って以後、盤龍城の集落は突然巨大化し、中心部の城壁内部が75,000平方m、全体で1平方kmという大きな都市にまで成長する。多くの青銅器が出土しており、中心地付近で銅の出土が少なかった二里岡文化が、長江中流の銅山や銅資源を確保するため、盤龍城に前哨あるいは植民地を築いたとみられている。
盤龍城における建築様式や銅器の製造方法は、二里岡文化で用いられた技術と同じものである。しかし盤龍城で作られる陶器の様式は、黄河流域の二里岡や鄭州のものとは異なっている。豪族の埋葬方法も盤龍城と二里岡ではほぼ同一である。盤龍城後期の地層の発掘結果からは、二里岡文化の後期以降の様式は見られず、この時期に二里岡文化が長江付近から退場したと見られる。盤龍城は以後緩やかに衰退し二里岡文化の終焉とともに放棄された。盤龍城の衰退は、呉城文化の中心であった呉城が長江流域の中心として黄河流域との交易などを行い拡大した時期と重なっており、呉城が盤龍城の衰退に何らかの影響を与えた可能性がある。